# Hípica als Jocs Olímpics d'estiu de 1920
Als Jocs Olímpics de 1920 celebrats a la ciutat d'Anvers (Bèlgica) es disputaren set proves d'hípica, quatre en categoria individual (doma clàssica, concurs complet, salts i figures) i tres per equips (concurs complet, salts i figures). La competició se celebrà entre els dies 6 i 12 de setembre.

## Nacions participants
Hi participaren un total de 89 genets de vuit nacions diferents:
| - Bèlgica (18) - Estats Units (8) - Finlàndia (1) - França (24) | - Itàlia (10) - Noruega (5) - Països Baixos (1) - Suècia (22) |

## Resum de medalles
Al costat de cada genet apareix el nom del cavall amb el qual va disputar la prova
| Prova                                | Or | Argent | Bronze |
| Doma clàssica individual detalls     | Janne Lundblad i Uno                                                                                      | Bertil Sandström i Sabel                                                                                                | Hans von Rosen i Running Sister |
| Concurs complet individual detalls   | Helmer Mörner i Germania                                                                                  | Åge Lundström i Ysra | Ettore Caffaratti i Caniche |
| Concurs complet per equips detalls   | SuèciaHelmer Mörner i Germania · Åge Lundström i Ysra · Georg von Braun i Diana · Gustaf Dyrsch i Salamis | ItàliaEttore Caffaratti i Caniche · Garibaldi Spighi i Otello · Giulio Cacciandra i Facetto · Carlo Asinari i Savari    | BèlgicaRoger d'Emaüs i Sweet Girl · Oswald Lints i Martha · Jules Bonvalet i Weppelghem · Jacques Misonne i Gaucho                  |
| Salts d'obstacles individual detalls | Tommaso di Assaba i Trebecco                                                                              | Alessandro Valerio i Cento                                                                                              | Carl Lewenhaupt i Mon Coeur |
| Salts d'obstacles per equips detalls | SuèciaClaës König i Tresor · Hans von Rosen i Poor Boy · Daniel Norling i Eros II · Frank Martin i Kohort | BèlgicaHenri Laame i Biscuit · André Coumans i Lisette · Herman d'Hestroy i Miss · Herman d'Oultromont i Lord Kitchener | ItàliaEttore Caffaratti i Tradittore · Alessandro Alvisi i Raggio di Sole · Giulio Cacciandra i Fortunello · Carlo Asinari i Varone |
| Volteig individual detalls           | Daniel Bouckaert                                                                                          | Field | Louis Finet |
| Volteig per equips detalls           | BèlgicaDaniel Bouckaert · Louis Finet · Maurice Van Ranst                                                 | FrançaField · Salins · Cauchy                                                                                           | SuèciaCarl Green · Anders Mårtensson · Oskar Nilsson                                                                                |

## Medaller
| Posició | País    | Or | Argent | Bronze | Total |
| 1       | Suècia  | 4  | 2      | 3      | 9     |
| 2       | Bèlgica | 2  | 1      | 2      | 5     |
| 3       | Itàlia  | 1  | 2      | 2      | 5     |
| 4       | França  | 0  | 2      | 0      | 2     |